# Mengke Bateer
Mengke Bateer (Ciudad de Ordos, 20 de noviembre de 1975) es un baloncestista chino. Juega de pívot y su primer equipo fue Beijing Ducks. Como muchos miembros de la etnia mongol, no tiene un nombre común, sino que su nombre completo está compuesto de dos palabras: Mönkh (Eterno) y Baatar (Héroe). En China, a menudo se le conoce como "Ba Te Er" en la tradición del país.

## Carrera
Bateer hizo su aparición como profesional en la liga china como miembro de los Beijing Ducks con apenas 16 años. En 1994 hizo su debut con la Selección Nacional de China en los Juegos Asiáticos, a la edad de 19 años. Sin embargo, y a pesar de ser un habitual de las convocatorias con la selección, tres años más tarde sería apartado del equipo por "cuestiones disciplinarias". Su gran arraigo a la familia ha llevado a Bateer a abandonar repetidas veces en su carrera los equipos en los que estaba enrolado para volver a su ciudad natal con su familia.
En 1999, de vuelta a los entrenamientos con el equipo nacional, Bateer fue invitado a jugar en un torneo pre-draft que tenía lugar en Phoenix. Por desgracia el viaje le produjo un importante problema con el desfase horario y su actuación no causó buena impresión entre los ojeadores. Durante el verano también actuó en otro evento pre-draft brevemente en Treviso, Italia.
En octubre de 2001, Bateer se unió a los Denver Nuggets en el campus de entrenamiento de pretemporada. Tras los dos primeros partidos disputados fue cortado, pero en el mes de abril, ya con la temporada casi finalizando, se uniría finalmente al equipo de Colorado de nuevo, dado que los Nuggets estaban desesperados en la búsqueda de un hombre grande tras el traspaso de Raef LaFrentz.
Bateer disputó los últimos 25 partidos de la temporada, con unos promedios de 5.5 puntos aunque tuvo numerosos problemas de faltas personales. Su gran volumen, unos 130 kilos, le impedía un desplazamiento rápido que sus oponentes aprovechaban para cargarlo con faltas rápidamente. Debido a la escasez de hombres altos en los Nuggets, terminó apareciendo como titular en 10 de esos 15 partidos, convirtiéndose de esta forma en el primer jugador chino en aparecer como titular en un partido de la NBA, dado que el primero en unirse a la liga había sido el pívot de los Dallas Mavericks Wang Zhizhi, que nunca salió en el quinteto inicial del equipo de Texas.
En el verano de 2002, Bateer fue traspasado de los Detroit Pistons junto a Don Reid, a cambio de Rodney White y una futura primera ronda del draft. No obstante, tras un impresionante partido contra la Selección de Estados Unidos en el Campeonato del Mundo de 2002 en Indianápolis, donde anotó 19 puntos (liderando a China en anotación en 5 de los 7 partidos del torneo), en un equipo que ya incluía al recientemente drafteado Yao Ming, el entrenador asistente del equipo estadounidense, Gregg Popovich de San Antonio Spurs, decidió darle una nueva oportunidad a Bateer y consiguió traerlo en un traspaso a cambio de una segunda ronda del draft de 2003. Internacionalmente aquel trío formado por Zhizhi, Ming y Bateer era conocida como la "Gran Muralla Andante".
Aunque apareció de forma anecdótica, Bateer fue miembro del equipo campeón de la temporada 2002-03 con los Spurs, iniciando la siguiente temporada con los Toronto Raptors, firmado como agente libre, donde apenas pasaría tres meses.
Tras ser cortado por los New York Knicks en septiembre de 2004, Bateer jugó para los Huntsville Flight de la NBDL durante un tiempo. Volvió a China para unirse al equipo que le dio su primera oportunidad profesional, los Ducks, a mediados de febrero de 2005, un par de semanas antes del final de la temporada regular 2004–2005, siendo nombrado MVP del All-Star Game de la liga China de 2005.
Tras llegar a los Ducks al título de la División Norte de la CBA y récord de la franquicia, promediando 25 puntos, 11 rebotes y 5 asistencias, Bateer no recibió el MVP de la temporada debido a una regla que prohíbe a los jugadores suspendidos por la liga recibir ningún premio. A mitad de temporada recibió la multa más dura de la historia de la competición por discutir con un árbitro, y recibió una sanción de dos partidos como resultado. Bateer jugó con el equipo hasta el final de la temporada 2006–2007, cuando se le traspasó a los Xinjiang Guanghui.

## Participaciones en Campeonatos Mundiales
- Indianápolis 2002 - Puesto 12.º de 16 participantes.

## Participaciones en Juegos Olímpicos
- Atlanta 1996 - Puesto 8.º de 12 participantes.
- Sídney 2000 - Puesto 10.º de 12 participantes.
- Atenas 2004 - Puesto 8.º de 12 participantes.